# Videoclip Italia Awards 2025
La 4ª edizione dei Videoclip Italia Awards si è tenuta il 16 maggio 2025 presso il BASE di Milano.

## Premi e candidature
I vincitori sono indicati in grassetto, a seguire gli altri candidati.

### Premi speciali

#### Miglior videoclip italiano
- Non chiamarmi bella – Lamante; regia di Nicolò Bassetto

#### PremioBillboard Italia
- Tuta gold – Mahmood; regia di Attilio Cusani

#### Miglior videoclip internazionale
- Eusexua – FKA twigs; regia Jordan Hemingway
- Onions – Cults; regia di Alice Fassi
- Y.B.P. – Danny Brown e Bruiser Wolf; regia di Edem Wornoo e William Child
- Ocean – Else; regia di Mohamed Chabane e Théo Jourdain
- Circles + Body on Me + Glitching – Saint Jhn; regia di Alex Gargot

#### Miglior extraclip
- Chiamare casa sempre lo stesso posto – Arssalendo; regia di Giada Bossi
- Urban Impressionism – Dardust; regia di Filiberto Signorello e Lorenzo Kezaffiri
- La natura delle cose – Gaia Morelli; regia di  Andrea Monda e Gaia Morelli
- Soft causes – One More Hey; regia di Mai Ves
- No regular music (Deluxe) – Sadturs & Kiid; regia di Giammarco Boscariol e Davide Piras

#### Miglior videoclip low budget
- Larry – The Frog; regia di Federico Muna
- Corriamo senza futuro –  Assurditè; regia di Ruben Gagliardini
- Sali contro – Jesse The Faccio; regia di Daniele Zen, e Vernante Pallotti
- The hassle – Nicaragua; regia di Filippo Raineri
- Ti amo – Prima Stanza A Destra; regia di Bianca Peruzzi

#### Miglior videoclip di animazione
- Straniero RMX – Massimo Pericolo, Tedua e Neima Ezza; regia di Davide Vicari e Dario Imbrogno, animazione di Stefania Demicheli e Dario Imbrogno
- Fiore mio – Andrea Laszlo De Simone; regia e animazione di Viola Mancini
- Sento un morso dolce – C'mon Tigre e Giovanni Truppi; regia e animazione di Donato Sansone
- I Papi – Diederik Pierani; regia di Diederik Pierani e Michela Menichelli, animazione di Michela Menichelli
- La nuova canzone per me – Tre Allegri Ragazzi Morti; regia di Erika De Nicola, animazione di Simona Calà

#### Miglior regista under 25
- Gabriele Redaelli
- Domenico Fanelli
- Luca Gardella e Gabriele Savino
- Ruben Gagliardini
- Samir Fennane

#### Miglior regista
- Simone Peluso
- Attilio Cusani
- Bendo
- Nicolò Bassetto
- Tommaso Ottomano

### Generi musicali

#### Miglior videoclip pop
- Silverlines – Damiano David; regia di Nono Ayuso, e Rodrigo Inada
- Melodrama – Angelina Mango; regia di Simone Peluso
- Ora che non ho più te – Cesare Cremonini; regia di Enea Colombi
- Non mi riconosco – Mace, Salmo e Centomilacarie; regia di Ludovico Di Martino
- Tuta gold – Mahmood; regia di Attilio Cusani

#### Miglior videoclip rock
- Water Tanks –  I Hate My Village; regia di Donato Sansone
- Paradiso – La Rappresentante di Lista; regia di Roberto Saku Cinardi
- Futuro – Manitoba; regia di Lisa Mazzei e Leonardo Fiori
- Ho paura di tutto – Santi Francesi; regia di Francesco Lorusso
- Larry – The Frog; regia di Federico Munari

#### Miglior videoclip rap
- Numero 5 – The Night Skinny e Artie 5ive; regia di Giammarco Boscariol e Davide Piras
- Paprika – Ghali; regia di Lorenzo Sorbini
- Certe bugie Nayt; regia di Antonio Chiricò e Nayt
- Odio, quindi sono – Rkomi; regia di Enrico Bellenghi
- Big panorama – Tredici Pietro; regia di Simone Peluso

#### Miglior videoclip indie
- +1 – Fulminacci; regia di Bendo
- Corriamo senza futuro –  Assurditè; regia di Ruben Gagliardini
- Tu sei il mattino – Lucio Corsi; regia di Tommaso Ottomano
- La nuova canzone per me – Tre Allegri Ragazzi Morti; regia di Erika De Nicola
- Acqua frizzante – Vinnie Marakas; regia di Tommaso Ferrara

#### Miglior videoclip elettronica
- Genetik – Sanctuary; regia di Stefano Usberghi
- Dura – Mont Baud; regia di Cristiano Pedrocco
- J'existe – Novze; regia di Marco Pacchiana
- Trueno – Stabber e Salmo; regia di Martina Pastori
- Get Up B*tch! Shake Ya Ass – Victoria De Angelis e Anitta, regia di Simone Bozzelli

#### Miglior videoclip alternativo
- Non chiamarmi bella – Lamante; regia di Nicolò Bassetto
- Dell'altro mondo – Bu'ke; regia di Delia Simonetti
- Porta Pia – Coca Puma; regia di Rodrigo Mella
- Mundi – Me e July; regia di Simone Peluso
- Ti amo – Prima Stanza A Destra; regia di Bianca Peruzzi

### Premi tecnici

#### Migliore fotografia
- J'existe – Novze; fotografia di Federico Di Maria
- Ora che non ho più te – Cesare Cremonini; fotografia di Marco De Pasquale
- Silverlines – Damiano David; fotografia di Albert Salas
- Genetik – Sanctuary; fotografia di Stefano Usberghi e Francesco Scazzosi
- Non mi riconosco – Mace, Salmo e Centomilacarie; fotografia di Cristiano Di Nicola

#### Migliore montaggio
- J'existe – Novze; montaggio di Leo Ferrari
- Silverlines – Damiano David; montaggio di Aaron Saiki
- +1 – Fulminacci; montaggio di Bendo
- Genetik – Sanctuary; montaggio di Margherita Freyrie
- Non chiamarmi bella – Lamante; montaggio di Nicolò Bassetto

#### Migliore scenografia
- Silverlines – Damiano David; scenografia di Platna Studio
- Melodrama – Angelina Mango; scenografia di Maria Vittoria Giottoli
- Apnea – Emma; scenografia di Luana Corino
- Paradiso – La Rappresentante di Lista; scenografia di Raffaele Lucci
- Un ragazzo una ragazza – The Kolors; scenografia di Irene Belfi

#### Migliore color granding
- Non mi riconosco – Mace, Salmo e Centomilacarie; color granding di Valerio Liberatore
- Ora che non ho più te – Cesare Cremonini; color granding di Daniel Pallucca
- Silverlines – Damiano David; color granding di Julien Alary
- Paradiso – La Rappresentante di Lista; color granding di Leonardo Masoero
- Ti amo – Prima Stanza a Destra; color granding di Luca Moro

#### Migliori effetti visivi
- Zeri in più (Locura) – Lazza e Laura Pausini; effetti visivi di Nicholas Cravedi, Riccardo Menozzi e Yuri Watabe
- Due altalene – Mr. Rain; effetti visivi di Francesco Lorusso, Massimo Branca e Giuseppe Orlando
- Zitella – Niky Savage; effetti visivi di Ahmed Chops, Mattias Hoxha, Tóth-Horgosi Gergely, Szatmári Zoltán, Mihajlo Stefanović e Andres Prieto
- Click boom! – Rose Villain; effetti visivi di Andrea Ferrarello
- Exit – Sick Luke, Lazza e Duki – Exit; effetti visivi di Nicholas Cravedi, Riccardo Menozzi, Luis Munoz e Yuri Watabe

#### Migliore styling
- Velvet mi amor – Kommando; styling di Stefano Chiassai, Corinna Chiassai e Sofia Malatesta
- Melodrama – Angelina Mango; styling di Nick Cerioni
- Dea saffica – Gaia; styling di Tiny Idols
- Tuta gold – Mahmood; styling di Lisa Jarvis
- Ra ta ta – Mahmood; styling di Sara Costantini e  Anastasiia Gutnyk

#### Migliore make-up & hair
- Stanza 107 – Chiello; make-up di Roelle e Caterina Camera, hair style di Fabio D'Onofrio
- Paradiso – La Rappresentante di Lista; make-up di Stephanie Glitter e Alice Gentili, hair style di Stephanie Glitter e Valeria Daidone
- Ra ta ta – Mahmood; make-up di Greta Giannone, hair style di Alfredo Cesarano
- Infamia – Richey V, make-up di Silvia Murciano
- Miu miu – Tony Effe; make-up di Gaia Dellaquila, hair style di Davide Nucara